# Айнёдсхофер, Юлиус
Юлиус Айнёдсхофер (нем. Julius Einödshofer; 10 февраля 1863, Вена — 17 октября 1930, Берлин) — немецкий композитор и дирижёр.
Учился в консерватории Венского Общества друзей музыки. 
В 1892—1905 гг. дирижёр и композитор берлинского театра «Скала», затем гастролировал по Германии с собственным оркестром. В 1910—1914 гг. в летний сезон руководил курортным оркестром в Херингсдорфе.
Автор множества оперетт и музыкальных комедий, поставленных в Берлине с 1884 по 1927 гг. Часть из них была написана в соавторстве с известным либреттистом Юлиусом Фройндом, в том числе «Рай женщин» (нем. Das Paradies der Frauen), которым в 1898 г. открылся берлинский театр «Метрополь». Кроме того, Айнёдсхоферу принадлежала музыка к значительной части постановок балета на льду (нем. Ausstattungsballetts auf dem Eise) в берлинском театре Admiralspalast (1911—1921), оркестр которого он все эти годы возглавлял. В последние годы жизни занимал пост председателя Берлинского театрального объединения «Kapellmeister». 
Скончался в результате перенесённого сердечного приступа.